# Nina Gopova
Nina Yuryevna Gopova-Trofimova (russe : Нина Юрьевна Гопова-Трофимова), née le 4 mai 1953 à Gorki (aujourd'hui Nijni Novgorod), est une kayakiste soviétique.
Elle est sacrée championne olympique de kayak biplace sur 500 mètres aux Jeux olympiques d'été de 1976 à Montréal et médaillée d'argent de la même épreuve aux Jeux olympiques d'été de 1980 à Moscou. 
Aux Championnats du monde de course en ligne de canoë-kayak de 1973 à Tampere, elle remporte deux médailles d'or (en K-1 500 mètres et K-4 500 mètres) et une médaille d'argent en K-2 500 mètres. Elle est également vice-championne du monde de K-1 500 mètres et de K-4 500 mètres en 1974 à Mexico.